# Lijst van voetbalinterlands Palestina - Singapore
Deze lijst van voetbalinterlands is een overzicht van alle officiële voetbalwedstrijden tussen de nationale teams van Palestina en Singapore. De landen hebben tot op heden zeven keer tegen elkaar gespeeld. De eerste ontmoeting, een kwalificatiewedstrijd voor de Azië Cup 2004, vond plaats op 19 oktober 2003 in Singapore. Het laatste duel, een kwalificatiewedstrijd voor het Wereldkampioenschap voetbal 2022, werd gespeeld in Riyad (Saoedi-Arabië) op 3 juni 2021.

## Wedstrijden
| № | Plaats    | Datum             | Competitie                 | Wedstrijd             | Uitslag |
| - | --------- | ----------------- | -------------------------- | --------------------- | ------- |
| 1 | Singapore | 19 oktober 2003   | Azië Cup 2004 kwalificatie | Singapore − Palestina | 2 − 0   |
| 2 | Singapore | 22 oktober 2003   | Azië Cup 2004 kwalificatie | Palestina − Singapore | 0 − 0   |
| 3 | Amman     | 1 maart 2006      | Azië Cup 2007 kwalificatie | Palestina − Singapore | 1 − 0   |
| 4 | Doha      | 8 oktober 2007    | WK 2010 kwalificatie       | Palestina − Singapore | 0 − 4   |
| 5 | Singapore | 28 oktober 2007   | WK 2010 kwalificatie       | Singapore − Palestina | 3 − 0   |
| 6 | Kallang   | 10 september 2019 | WK 2022 kwalificatie       | Singapore – Palestina | 2 – 1   |
| 7 | Riyad     | 3 juni 2021       | WK 2022 kwalificatie       | Palestina − Singapore | 4 − 0   |

## Samenvatting
| Competitie            | Totaal gespeeld | Winst Palestina | Gelijk | Winst Singapore | Doelsaldo Palestina – Singapore |
| --------------------- | --------------- | --------------- | ------ | --------------- | ------------------------------- |
| WK-kwalificatie       | 4               | 1               | 0      | 3               | 5 − 9                           |
| Azië Cup-kwalificatie | 3               | 1               | 1      | 1               | 1 − 2                           |
| Totaal                | 7               | 2               | 1      | 4               | 6 − 11                          |

PFF · 
Bondscoaches · 
A-internationals · 
Palestijns vrouwenelftal
1953 – 1959 ·
1960 – 1969 ·
1970 – 1979 ·
1980 – 1989 ·
1990 – 1999 ·
2000 – 2009 ·
2010 – 2019 ·
2020 − 2029
Afghanistan ·
Australië ·
Azerbeidzjan ·
Bahrein ·
Bangladesh ·
Bhutan ·
Burundi ·
Cambodja ·
Chili · 
China ·
Comoren ·
Egypte ·
Filipijnen ·
Griekenland ·
Guam ·
Hongkong ·
India ·
Indonesië ·
Irak ·
Iran ·
Japan ·
Jemen ·
Jordanië ·
Kazachstan ·
Kirgizië ·
Koeweit ·
Libanon ·
Libië ·
Malediven ·
Maleisië ·
Marokko ·
Mauritanië ·
Mongolië ·
Myanmar ·
Nepal ·
Noord-Korea ·
Oezbekistan ·
Oman ·
Oost-Timor ·
Pakistan ·
Qatar ·
Saoedi-Arabië ·
Seychellen ·
Singapore ·
Soedan ·
Sri Lanka ·
Syrië ·
Tadzjikistan ·
Taiwan ·
Tanzania ·
Thailand · 
Turkmenistan ·
Verenigde Arabische Emiraten ·
Vietnam ·
Zuid-Korea
FAS · 
Lijst van A-internationals · 
Singaporees vrouwenelftal
1960 – 1969 ·
1970 – 1979 ·
1980 – 1989 ·
1990 – 1999 ·
2000 – 2009 ·
2010 – 2019
Afghanistan ·
Argentinië ·
Australië · 
Azerbeidzjan · 
Bahrein · 
Bangladesh · 
Brunei · 
Cambodja · 
Canada · 
China · 
Denemarken · 
Fiji ·
Filipijnen · 
Finland · 
Ghana · 
Guam ·
Hongkong · 
India · 
Indonesië · 
Irak · 
Iran · 
Israël · 
Japan · 
Jemen ·
Jordanië · 
Kazachstan · 
Kirgizië · 
Koeweit · 
Laos · 
Libanon · 
Macau · 
Malediven · 
Maleisië · 
Mauritius ·
Mongolië · 
Myanmar · 
Nepal · 
Nieuw-Zeeland · 
Noord-Korea · 
Noorwegen · 
Oezbekistan · 
Oman · 
Oost-Timor · 
Pakistan · 
Palestina · 
Papoea-Nieuw-Guinea ·
Polen · 
Qatar ·
Salomonseilanden · 
Saoedi-Arabië · 
Sri Lanka · 
Syrië · 
Tadzjikistan · 
Taiwan · 
Thailand · 
Turkmenistan · 
Uruguay · 
Verenigde Arabische Emiraten · 
Vietnam · 
Zuid-Korea · 
Zuid-Vietnam · 
Zweden